# 오리샤
오리샤(요루바어: òrìṣà, 브라질 포르투갈어: orixá) 또는 오리차(스페인어: orichá)는 요루바 종교의 신령으로, 최고신 올로두마레가 세상에 보낸 존재이다.